# Dalstein-Haerpfer
La manufacture d'orgues Dalstein-Haerpfer a été fondée en 1863 à Boulay en Lorraine, par Charles Haerpfer et Nicolas Étienne Dalstein.

## Historique
Charles Haerpfer, un Bavarois de Nordlingen, apprit la facture d'orgue auprès de Steinmeyer et E.F. Walcker en Allemagne et de Haas en Suisse. Étienne Dalstein, originaire de Lorraine, avait une formation de menuisier. Les deux artisans se rencontrèrent chez le facteur Cavaillé-Coll. Ils travaillèrent ensemble lors de la construction de l'orgue Cavaillé-Coll à l'église Saint-Sulpice de Paris. 
Les deux hommes décidèrent ensuite de s'associer avec Jean-François Dalstein, un frère d'Étienne. Leur apprentissage terminé, ils ouvrirent donc un atelier à Boulay en 1863. Après l'annexion allemande de 1871, les affaires prospérèrent, car les autorités allemandes favorisaient l'installation d'orgues dans les églises et les temples réformés. À partir de 1905, leurs descendants Frederic Haerpfer (1879-1956) et Paul Dalstein (1868-1926) prirent progressivement le contrôle de la manufacture. En 1918, l'entreprise fut reprise par Frédéric Haerpfer.
La manufacture Dalstein-Haerpfer livra plus de 160 instruments, principalement dans l'Alsace-Lorraine, en raison des barrières douanières élevées avec la France. Dalstein et Haerpfer étaient les facteurs d'orgue favoris d'Albert Schweitzer.
En 1946, l'entreprise changea de nom et devint Haerpfer-Erman.

## Réalisations

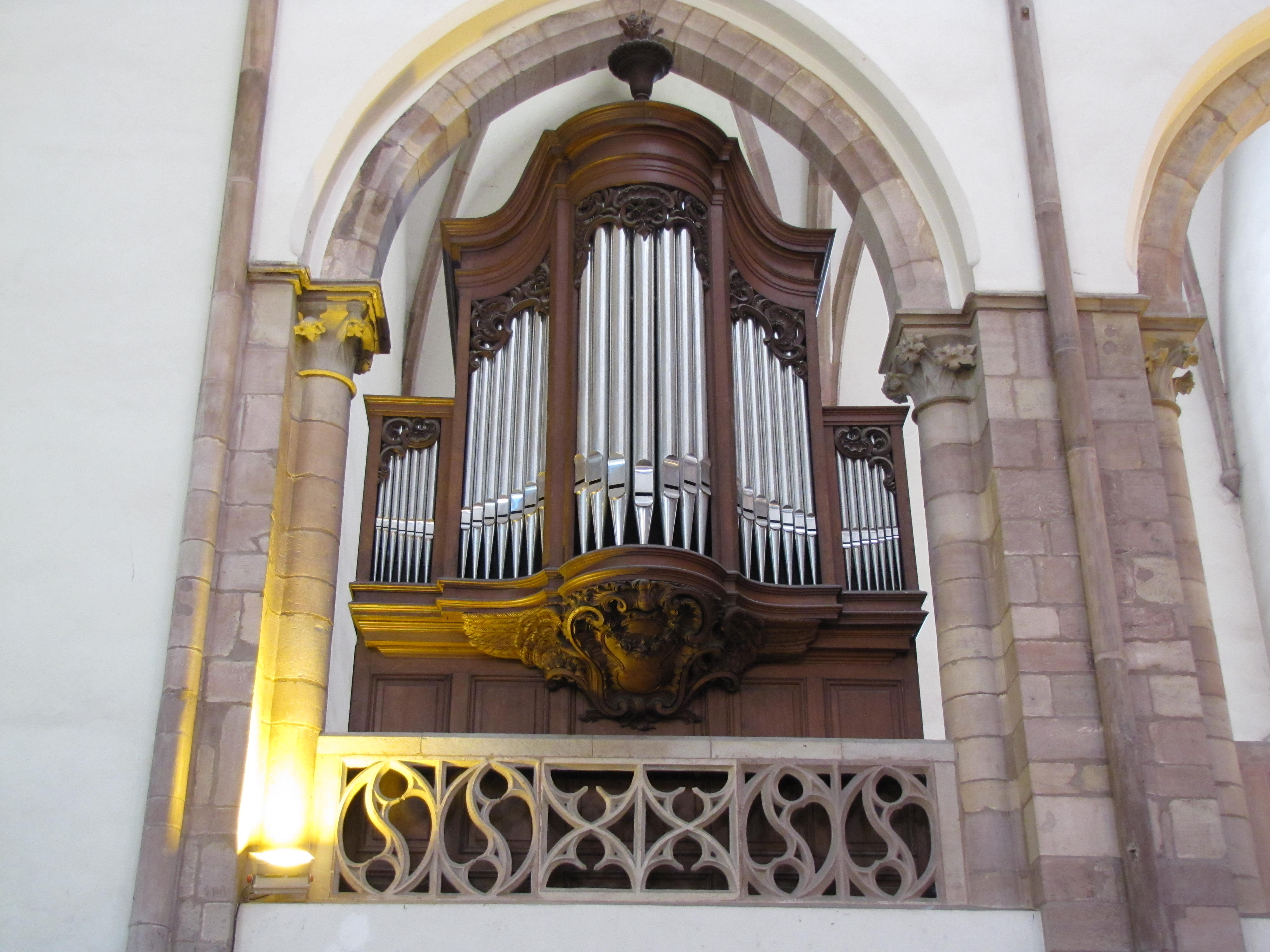
Orgue Dalstein-Haerpfer de l’église Saint-Thomas de Strasbourg

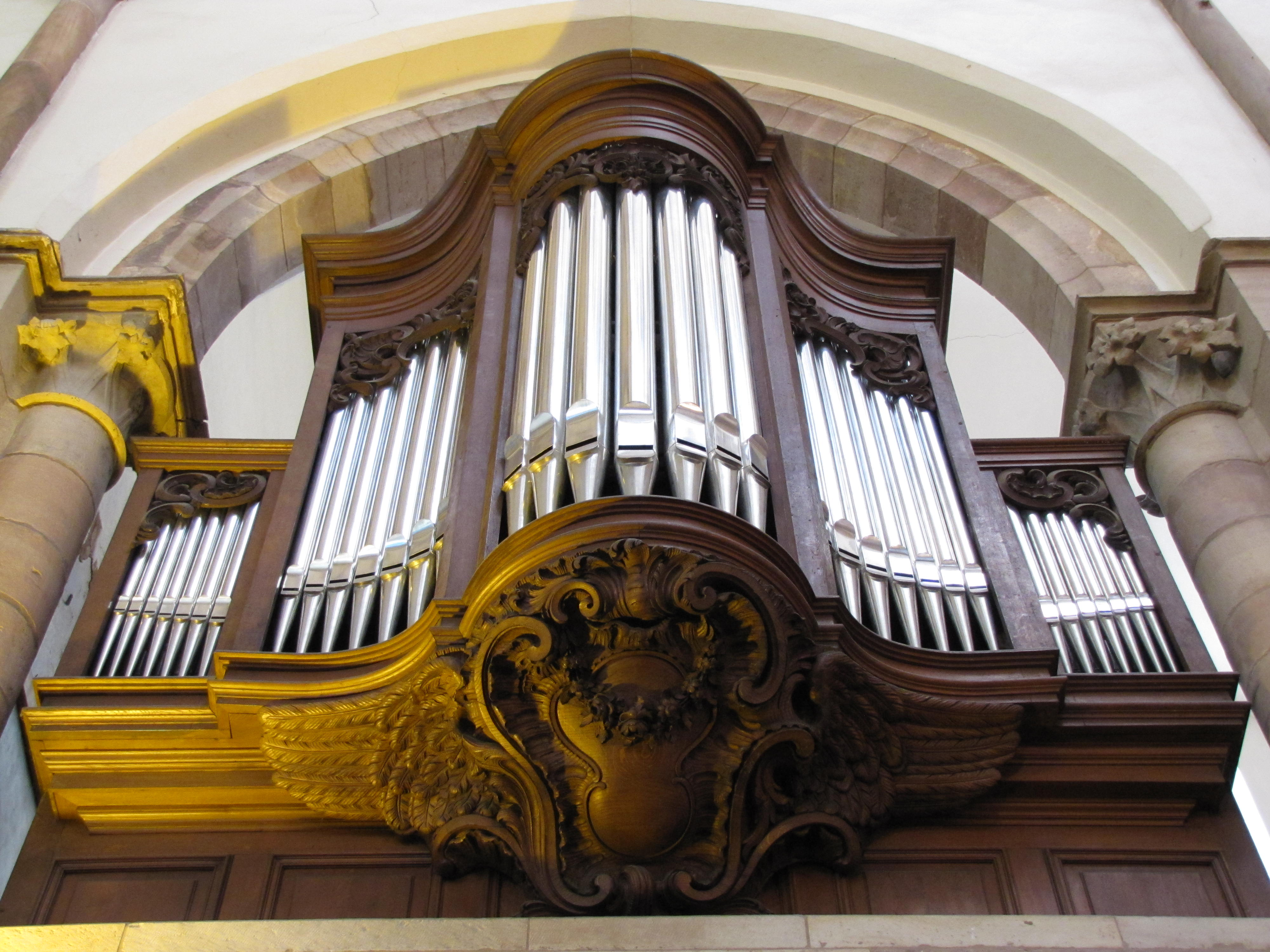
Vue rapprochée du buffet

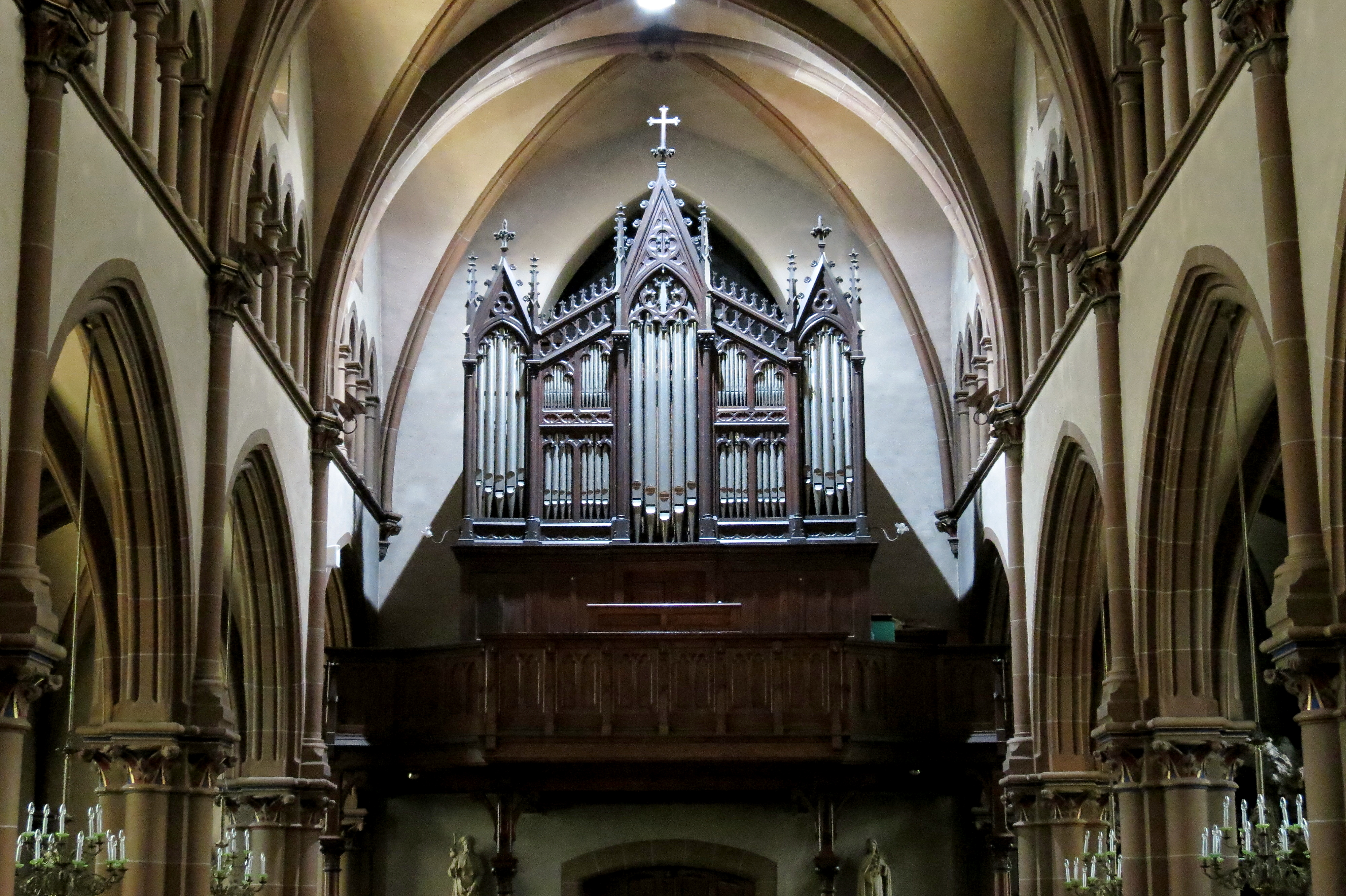
Orgue Dalstien Haerpfer de l'église de Pontpierre

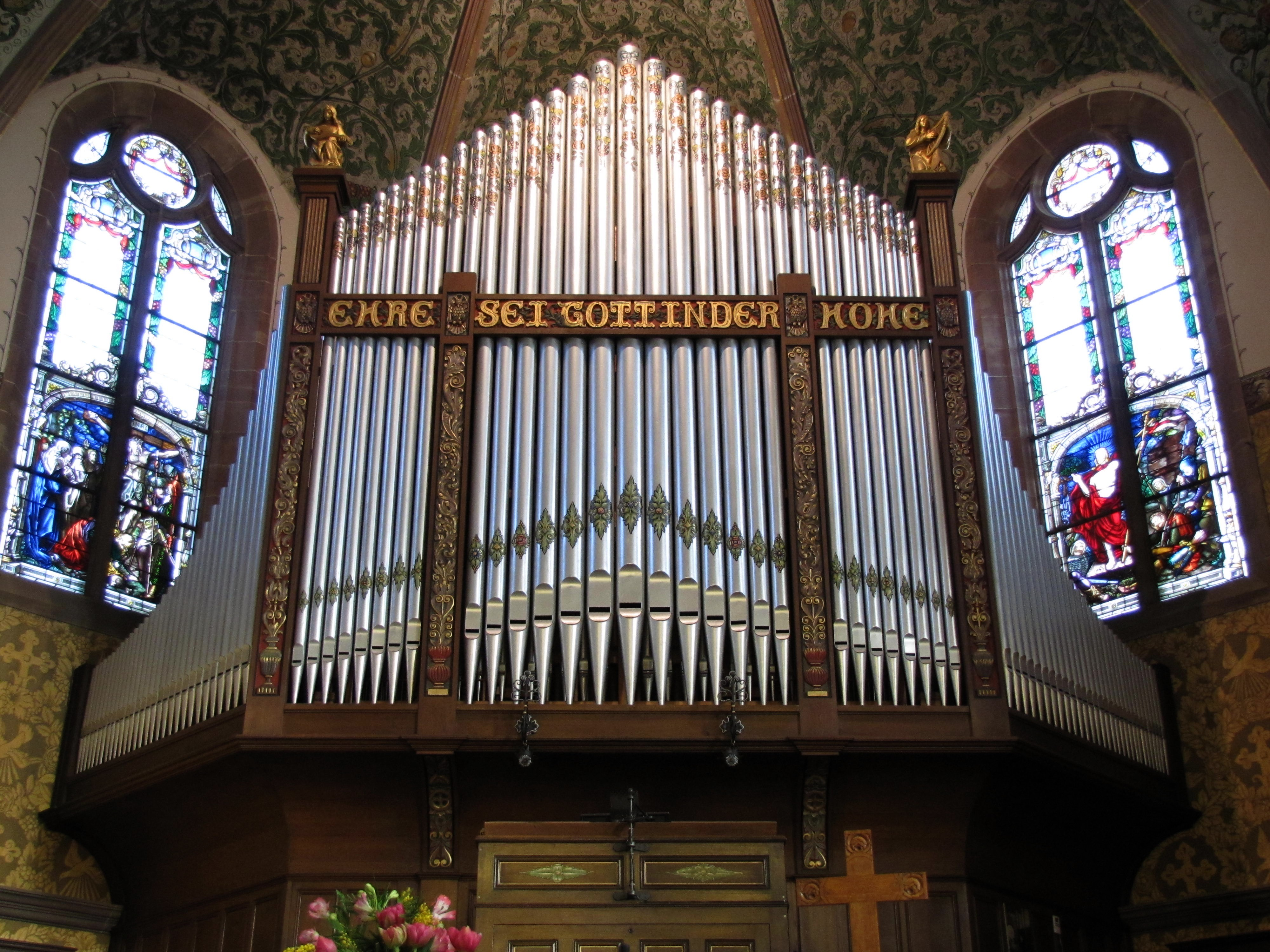
Orgue Dalstein-Haerpfer de l’église Saint-Sauveur de Strasbourg

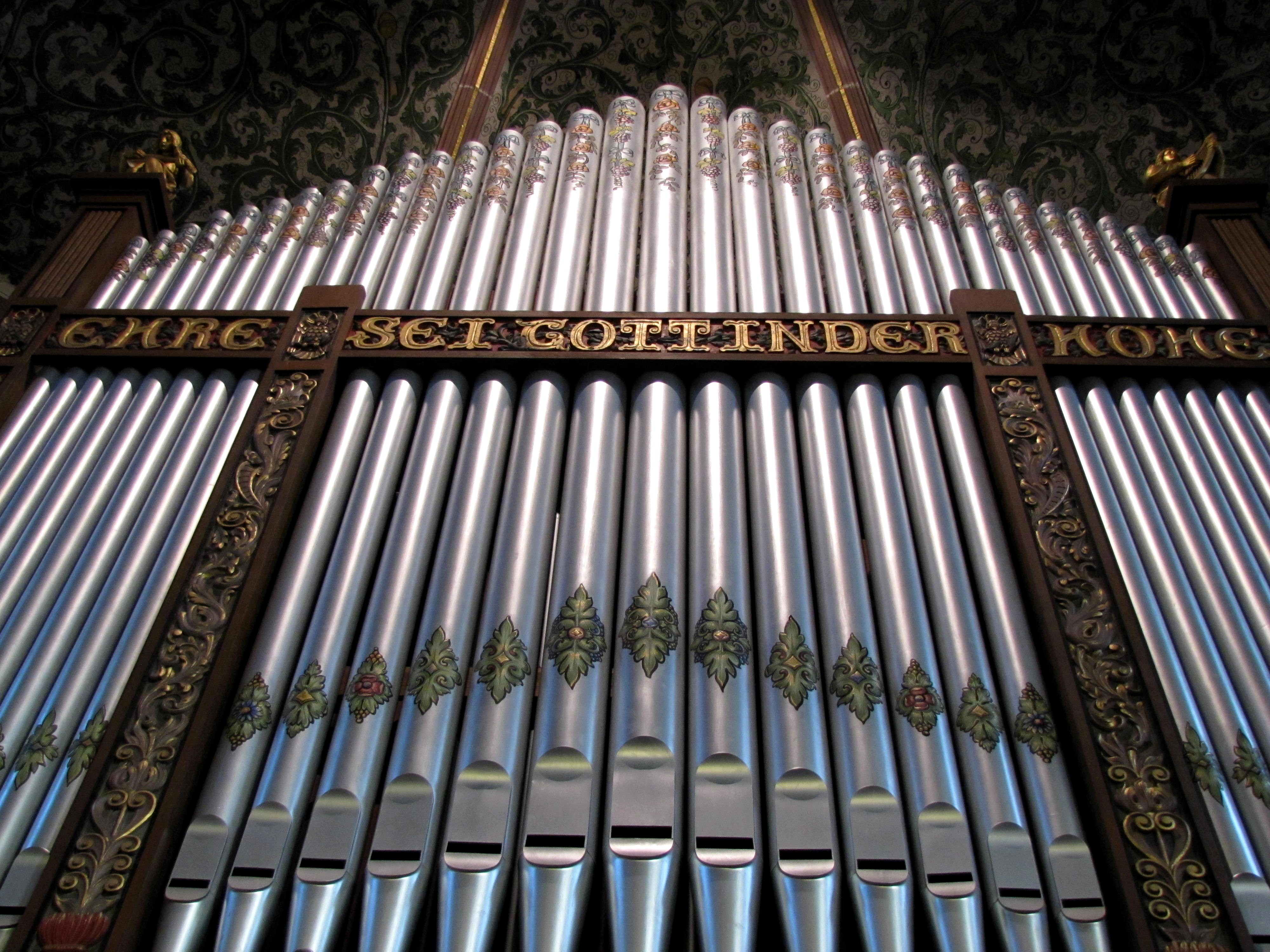
Vue rapprochée du buffet

Les instruments suivants sont issus des ateliers de Boulay :
- 1864 : orgue de l'église de Teterchen (opus 01)
- 1864 : orgue de l'église de Denting (opus 02, le plus ancien orgue de la manufacture est debout)
- 1869 : orgue de l'église Saint Matthieu de Domnon-lès-Dieuze (reconstruction par D-H en 1910)
- 1870 : orgue de l'église Saint-Martin de Gomelange
- 1872 / 1873 : orgue de l'église Saint Maurice et Saint Philippe de Château-Rouge (aujourd'hui remplacé)
- 1873 : orgue de l'église Saint-Pierre d'Abreschviller
- 1874 : orgue de l'église Saint Jean-Baptiste de Hestroff
- 1874 : orgue de l'église Saint-Pancrace de Brettnach
- 1874 : orgue de l'église de l'exaltation de la Sainte Croix de Creutzwald (aujourd'hui remplacé)
- 1875 : orgue de l'église Saint Rémi de Courcelles-Chaussy
- 1875 : orgue de l'église de la Saint Trinité de Helstroff
- 1876 : orgue de l'église Sainte-Germain à Condé-Northen
- 1878 : orgue de l'église Saint-Michel d'Arzviller
- 1878 : orgue de l'église Sainte-Hélène de Niderviller
- 1878 : orgue de chapelle Notre Dame de la Ronde à la Cathédrale Saint Etienne de Metz
- 1879 : grand orgue de l'église Saint-Sébastien de Nancy
- 1879 : orgue de l'église Satin Etienne de Hauconcourt
- 1880 : orgue de l'église Saint Michel de Maizières-lès-Vic
- 1882 : orgue de l'ancienne collégiale Saint Etienne de Gorze (reconstruit par D-H en 1910)
- 1882 : orgue de l'église Sainte Lucie de Hinckange (reconstruction de l'orgue DUPONT)
- 1884 : orgue de l'église Saint Rémi de Bettborn
- 1884 : orgue de l'église N-D de la Visitation de Goetzenbruck (inauguré le 01/06/1884)
- 1884 : orgue de l'église Saint Jean-Baptiste de Metzervisse
- 1885 : orgue de l'église Saint-Clément de Lorry-lès-Metz
- 1887 : orgue de l'église Saint-Simon-et-Saint-Jude de Metz (opus 65)
- 1887 : orgue de l'église du Christ Roi de Falck (reconstruction de l'ancien orgue de Bousbach) (aujourd'hui remplacé)
- 1887 : orgue de l'église Saint Maurice de Lixing-lès-Rouhling (aujourd'hui remplacé)
- 1887 : orgue de l'église Saint Quentin de Longeville-lès-Metz
- 1887 : orgue de l'église protestant de Pfaffenhoffen (opus 75)
- 1888 : orgue de l'église Saint Pierre de Dalem (opus 73)
- 1889 : orgue de l'église Saint-Calixte de Pontpierre (Moselle) (opus 79)
- 1889 : orgue de l'église Saint Etienne de Hettange-Grande (opus 80)
- 1890 : orgue de l'église Saint Michel de Hargarten-aux-Mines (opus 81)
- 1890 : orgue de l'église Saint Fiacre de Berviller-en-Moselle (commandeur qui succède celle prise à Pontpierre (Moselle)
- 1890 : orgue de l'église Sainte-Ségolène de Metz (opus 86)
- 1891 : orgue de l'église Saint Wendelin de Éblange
- 1892 : orgue de l'église Sainte-Agathe à Florange
- 1892 : orgue de l'église luthérienne de Sainte-Marie-aux-Mines (opus n°121)
- 1893 : orgue de l'église Sainte Agathee de Florange (inauguré en 01/1893) (aujourd'hui remplacé)
- 1893 : orgue de l'église protestante d'Illzach
- 1893 : orgue de l'église Saint Joseph à Schaeferhof (Dabo) (premier cas d'orgue pneumatique du facteur, aujourd'hui remplacé)
- 1893 : orgue de l'église Saint Alban de Kirschnaumen (opus 99) (aujourd’hui remplacé)
- 1894 : orgue de l'église Saint-Martin à Hayange (opus 100)
- 1894 : orgue de l'église Saint Blaise de Dabo (aujourd'hui remplacé, probablement l'opus 101 car achevée en fin 1894)
- 1895 : orgue de l'église Saints Pierre & Paul de Basse-Rentgen (opus 102)
- 1895 : orgue de l'église Saint Maurice de Menskirch (opus 104)
- 1895 : orgue de l'église Saint Barthélémy de Ay-sur-Moselle (opus 106)
- 1895 : orgue de l'église Saint Christophe de Bazoncourt (opus 107)
- 1895 : orgue de l'église de l'Immaculée-Conception de Metz
- 1895 : orgue de l'église réformée de Courcelles-Chaussy (aujourd'hui remplacé)
- 1895 : orgue de l'église Saint Maurice de Kanfen (aujourd'hui remplacé)
- 1895 : orgue de l'église réformée d'Algrange (opus 117)
- 1886 : orgue de l'église Notre Dame de l'Assomption de Bousbach (commandé après mai 1886)
- 1896 : orgue de l'église Saint Pierre d'Ébersviller (opus 115)
- 1896 : orgue de l'église Saint-Hubert d'Anzeling (opus 120)
- 1896 : orgue de l'église Saint Wendelin de Hommert (opus 126) (aujourd'hui remplacé)
- 1896 : orgue de l'église de la Nativité de la Vierge de Meisenthal (opus 127)
- 1897 : orgue de l'église Notre-Dame de la Nativité de Voyer
- 1898 : orgue de l'église de la nativité de la Vièrge à Meisenthal
- 1898 : orgue de l'église Saint-François d'Assise d'Arriance (transfert de l'ancien orgue de Saint Ségolène à Metz)
- 1898 : orgue de l'église Saint Hubert de Breidenbach (aujourd'hui remplacé)
- 1899 : orgue de l'église de Saint-Agnan
- 1899 : Orgue de l'église d'Audun-le-Tiche
- 1900 : orgue de l'église réformée d'Abreschviller
- 1899 : orgue de l’église Saint Jacques de Guerting
- 1900 : orgue de l'église Notre-Dame de l'Assomption de Ancy-sur-Moselle
- 1900 : orgue de l'église de Yutz
- 1900 : orgue de l'église Saint Barthélémy de Betting-lès-Saint-Avold (commande effectuée juste après celle de l'orgue de Yutz)
- 1901 : orgue de l'église Saint Innocent de Grosbliederstroff (reconstruction de l'orgue Verschneider-Krempf) (aujourd'hui remplacé)
- 1901 : orgue de l'église Saint Léopold de Hartzviller (aujourd'hui remplacé)
- 1902 : orgue de l’église Saint Martin de Chémery-les-Deux (opus 157)
- 1902 / 1903 : orgue de l'église Saint Rémi de Forbach (aujourd'hui remplacé)
- 1903 : orgues du Temple Neuf de Metz (aujourd'hui remplacé)
- 1903 : orgue de l'église Saint-Coloman de Garrebourg (opus 163)
- 1904 : orgue de l'église Saint-Pierre-et-Saint-Paul à Fontoy
- 1904 : orgue de l'église Saint Rémi de Lindre-Basse (aujourd'hui remplacé)
- 1904 ; orgue de l'église réformée de Dieuze (opus 172)
- 1904 : orgue de l'église réformée de Metz-Queuleu (aujourd'hui remplacé)
- 1905 : orgue de l'église Saint Jean Baptiste de Bionville-sur-Nied (opus 176) (commandé le 08/01/1905)
- 1905 : orgue de chœur de l'église protestante Saint-Thomas à Strasbourg
- 1905 : orgue de l'église réformée de Boulay-Moselle (buffet identique à ceux de Abreschviller & Dieuze)
- 1905 : orgue de l'église Saint-Fiacre de Metz
- 1905 / 1906 : orgue de l'église de Saint-Magne de Longeville-lès-Saint-Avold
- 1906 : orgue de l'église de Guinkirchen (pneumatique)
- 1907 : orgue de l'élise Saint Gorgon de Aumetz
- 1907 : orgue de l'église protestante Saint-Sauveur à Strasbourg
- 1907 : orgue de la chapelle Saint Constance de Metz (pneumatisation de l'orgue SAUVAGE, mais présence de la plaque d'adresse du facteur Boulangeois)
- 1908 : orgue de l'église de l'exaltation de la Sainte Croix de Berthelming
- 1908 : orgue de la collégiale Saint-Etienne de Hombourg-Haut (reconstruction de l'orgue RIVINACH)
- 1908 : orgue de l'église Saint Brice de Gelucourt
- 1908 : orgue de l'église luthérienne de Lutzelbourg
- 1909 : orgue du Palais des Fêtes de Strasbourg
- 1911 : orgue de l'église Saint Pierre de Hottviller
- 1912 : orgue de l'église protestante de Westhoffen
- 1912 : orgue de l'église protestante de Philippsbourg
- 1913 : orgue de l'église Sainte Marie Madeleine de Courcelles-sur-Nied (aujourd'hui remplacé)
- 1913 : orgue de l'église Saint Denis de Diane-Capelle (orgue d'occasion que la facture a fabriqué il y a longtemps (témoignage du style de la plaque d'adresse))
- 1913 : orgue de l'hôpital Saint Nicolas de Metz (aujourd'hui inutilisé)
- 1914 : orgue de l'église protestante de Rexingen
- 1915 : orgue de la Maternité Sainte Croix de Metz